# Cecilia Menjívar
Cecilia Menjívar (* 20. April 1959 in El Salvador) ist eine Soziologin, die als Professorin an der University of California, Los Angeles (UCLA) forscht und lehrt. Sie amtiert 2022 als Präsidentin der American Sociological Association (ASA).
Menjívar machte 1981 das Bachelor-Examen (Psychologie und Soziologie) an der University of Southern California und dort 1983 ein Master-Examen (International Development). Ein weiteres Master-Examen (Soziologie) legte sie 1986 an der University of California, Davis ab, wo sie 1992 ebenfalls im Fach Soziologie zur Ph.D. promoviert wurde. Nach Tätigkeiten als Postdoctoral Fellow an der University of California, Berkeley und für die RAND Corporation folgten Professuren an der Arizona State University, der University of Kansas und seit 2018 an der University of California, Los Angeles.
Laut ASA ist Menjívar eine führende Wissenschaftlerin auf dem Gebiet der internationalen Migration und der Zentralamerika-Studien und wurde vielfach ausgezeichnet.

## Schriften (Auswahl)
- mit Leisy J. Abrego und Leah C. Schmalzbauer: Immigrant families. Polity, Cambridge, UK/Malden, MA 2016, ISBN 978-0-7456-7015-7.
- Enduring violence. Ladina women's lives in Guatemala. University of California Press, Berkeley 2011, ISBN 978-0-520-26767-1.
- Herausgeberin mit Néstor Rodríguez: When states kill. Latin America, the U.S., and technologies of terror. University of Texas Press, Austin 2005, ISBN 0-292-70647-2.
- Fragmented ties. Salvadoran immigrant networks in America. University of California Press, Berkeley 2000, ISBN 0-520-22210-5.